# 이병훈 (연출가)
이병훈(李丙勳, 1944년 10월 14일 ~ )은 대한민국의 PD겸 방송인이며 본관은 우봉(牛峰)이며, 충남 연기군 출생이다. 1970년 MBC에 입사하여 1974년 《113 수사본부》로 데뷔하였다. 2002년 MBC 정년퇴임 후 프리랜서로 활동중이다.

## 학력
- 동산고등학교
- 서울대학교
- 한양대학교 언론정보대학원 방송학 석사

## 작품
- MBC 드라마 《113 수사본부》(1974) 연출
- MBC 드라마 《수사반장》(1974) 연출
- MBC 드라마 《얼굴》(1974) 연출
- MBC 드라마 《잊어버린 얼굴》(1975) 연출
- MBC 드라마 《제3교실》(1975) 연출
- MBC 드라마 《소나기》(1976) 연출
- MBC 드라마 《고향》(1977) 연출
- MBC 드라마 《역사의 인물》(1979) 연출
- MBC 드라마 《홀로 서는 나무》(1979) 연출
- MBC 드라마 《사랑의 계절》(1980) 연출
- MBC 드라마 《의친왕》(1980) 연출
- MBC 드라마 《암행어사》(1981) 연출
- MBC 드라마 《칼과 이슬》(1981) 연출
- MBC 드라마 《미련》(1982) 연출
- MBC 드라마 《제너럴 셔먼호》(1982) 연출
- MBC 드라마 《거부실록 시리즈 "남강 이승훈"》(1982) 연출
- MBC 드라마 《탄생》(1982) 연출
- MBC 드라마 《이삭을 거두며》(1983) 연출
- MBC 대하역사극 《조선왕조 오백년》(1983~1990) 연출
- MBC 드라마 《유형의 땅》(1984) 연출
- MBC 드라마 《남태평양 3000마일》(1987) 연출
- MBC 드라마 《내친구 천사》(1990) 기획
- MBC 드라마 《김형사 강형사》(1990) 기획
- MBC 드라마 《각시방에 사랑 열렸네》(1990) 기획
- MBC 드라마 《전원일기》(1990~1991) 기획
- MBC 드라마 《한지붕 세가족》(1991) 기획
- MBC 드라마 《나의 어머니》(1991) 기획
- MBC 드라마 《동의보감》(1991) 기획
- MBC 드라마 《분노의 왕국》(1992) 기획
- MBC 드라마 《질투》(1992) 기획
- MBC 드라마 《파일럿》(1993) 기획
- MBC 드라마 《거인의 손》(1994) 연출
- MBC 드라마 《제4공화국》(1994~1995) 기획
- MBC 드라마 《세 번째 남자》(1997) 연출
- MBC 드라마 《대왕의 길》(1998) 기획
- MBC 드라마 《허준》(1999) 기획, 연출
- MBC 드라마 《상도》(2001) 기획, 연출
- MBC 드라마 《대장금》(2003) 연출
- SBS 드라마 《서동요》(2005) 연출
- MBC 드라마 《이산》(2007)  연출
- MBC 드라마 《동이》(2010) 연출
- MBC 드라마 《마의》(2012) 연출
- MBC 드라마《옥중화》(2016) 연출

## 수상 경력
- 방송윤리상 '제3교실' (1975)
- 문공부장관상 TV드라마 '남강 이승훈' (1982)
- 한국방송대상 TV부문 연출상 - (드라마 "임진왜란") (1986)
- 한국방송협회 방송대상 우수 작품상 '허준'
- 국회 대중문화 미디어 상 '허준'
- 한국방송PD연합회 올해의 프로듀서상 '허준' (이상 2000년)
- 한국방송협회 방송대상 드라마 부문 작품상 '상도' (2002년)
- 제40회 백상예술대상 TV부문 연출상
- 자랑스러운 한양언론인상 (한양언론인회, 2004년)
- 제6회 방송인상 방송제작 부문 개인 수상 (여의도클럽, 2005년)
- 옥관문화훈장 (문화관광부, 2006년)
- 제44회 백상예술대상 TV부문 연출상 '이산' (2008년)
- 제3회 좋은 방송 프로그램상 '이산' (2008년)

## 특징
- 대부분 조선시대를 배경으로 하고 있다.
- 제목은 대개 주인공의 이름이다.
- 왕실이 주무대였던 기존 사극과 달리 관청을 배경으로 직업세계를 그려내는 경우가 많았다.
  - 《허준》: 내의원
  - 《상도》: 상단
  - 《대장금》: 수랏간
  - 《서동요》: 태학사
  - 《이산》: 도화서
  - 《동이》: 장악원
  - 《마의》: 혜민서
  - 《옥중화》: 전옥서
- 왕비나 공주 등이 대부분이었던 기존 사극의 여자 주인공과는 달리 전문직에 종사하는 진취적이고 활달한 여성상을 그려냈다.
  - 의녀: 《허준》의 예진, 《마의》의 강지녕
  - 상인: 《상도》의 박다녕
  - 수랏간 궁녀: 《대장금》의 서장금
  - 도화서 다모: 《이산》의 성송연
  - 전옥서 다모: 《옥중화》의 옥녀

### 자주 등장하는 이름
- 시비: 시비(이산), 시비(동이)
- 동주: 최동주(동이), 민동주(옥중화)
- 막개: 윤막개(대장금), 정막개(옥중화)
- 선화: 선화(서동요), 선화(옥중화)
- 천수: 서천수(대장금), 박천수(이산) 차천수(동이)
- 종금: 종금(동이), 오종금(옥중화)

### 자주 등장하는 돌림자
- ~녕: 박다녕(상도), 강지녕(마의)
- ~금: 홍미금(상도), 서장금(대장금), 최성금(대장금), 김정금(이산), 곽미금(이산), 은금(동이), 오종금(옥중화)
- ~비: 신비(대장금), 은비(대장금), 강미비(이산), 시비(이산), 시비(동이)
- ~이: 이쁜이(상도), 박명이(대장금), 박열이(대장금), 노창이(대장금), 홍이(대장금), 최동이(동이)
- ~영: 한백영(대장금), 최금영(대장금), 주리영(서동요)
- ~연: 윤채연(상도), 성송연(이산)
- ~희: 이다희(허준), 설희(동이)
- 초~: 초기(서동요), 양초비(이산)
- ~호: 민정호(대장금), 오겸호(대장금), 오정호(이산)

## 이병훈 사단

### 6번 이상 출연한 배우
- 10: 신국(조선왕조 오백년 〈설중매〉, 〈임진왜란〉, 허준, 상도, 대장금, 서동요, 이산, 동이, 마의, 옥중화)
- 8: 나성균, 이숙, 이희도, 맹상훈(허준, 상도, 대장금, 서동요, 이산, 동이, 마의, 옥중화), 한인수(조선왕조 오백년 〈뿌리깊은 나무〉, 〈풍란〉, 〈인현왕후〉, 〈대원군〉, 허준, 서동요, 이산, 옥중화), 박태호(조선왕조 오백년 〈설중매〉, 〈임진왜란〉, 〈한중록〉, 〈대원군〉, 상도, 대장금, 서동요, 이산)
- 7: 임현식(암행어사(1981), 조선왕조 오백년 〈설중매〉, 허준, 상도, 대장금, 서동요, 이산), 서범식(허준, 상도, 대장금, 서동요, 이산, 마의, 옥중화)
- 6: 정욱[1](조선왕조 오백년 〈뿌리깊은 나무〉, 〈설중매〉, 〈한중록〉, 〈대원군〉, 허준, 서동요), 안여진(대장금, 서동요, 이산, 동이, 마의, 옥중화), 이도은(본명: 이잎새)(조선왕조 오백년 〈인현왕후〉, 〈한중록〉, 허준, 대장금, 이산, 옥중화)

### 5번 출연한 배우
- 이승아(허준, 대장금, 서동요, 이산, 옥중화)
- 전인택(조선왕조 오백년 〈추동궁 마마〉, 〈설중매〉, 〈임진왜란〉, 〈인현왕후〉, 대장금)
- 김해숙(조선왕조 오백년 〈추동궁 마마〉, 〈설중매〉, 〈인현왕후〉, 〈대원군〉, 허준)
- 홍민호(조선왕조 오백년 〈인현왕후〉, 〈한중록〉, 허준, 상도, 대장금)
- 김홍수(허준, 상도, 대장금, 이산, 동이)

### 4번 출연한 배우
- 이순재(허준, 상도, 이산, 마의)
- 백현숙(허준, 상도, 대장금, 이산)
- 조경화(조선왕조 오백년 〈풍란〉, 허준, 대장금, 이산)
- 변희봉(조선왕조 오백년 〈추동궁 마마〉, 〈설중매〉, 〈한중록〉, 허준)
- 박찬환(조선왕조 오백년 〈임진왜란〉, 허준, 상도, 대장금)
- 정호근(허준, 상도, 이산, 동이)
- 김혜선(조선왕조 오백년 〈한중록〉, 대장금, 동이, 마의)
- 견미리(조선왕조 오백년 〈풍란〉, 〈인현왕후〉, 대장금, 이산)
- 엄유신(조선왕조 오백년 〈설중매〉, 〈임진왜란〉, 허준, 대장금)

### 3번 출연한 배우
- 김소이(대장금, 이산, 동이)
- 이계인(허준, 상도, 동이)
- 정혜선(조선왕조 오백년 〈설중매〉, 〈인현왕후〉, 허준)
- 박정우(상도, 이산, 옥중화)

## 기타
- 책임프로듀서로 참여한 MBC 마지막 승부는 당초 제작비보다 2억여원을 초과했고 이 과정에서 당시 책임PD였던 이병훈씨가 근신 15일의 징계를 받았다.
- 1995년 2월 10일 동료 PD 최종수씨, MBC 기획조정실장 이연헌씨와 함께 배임수재 혐의로 구속영장 신청을 받은 바 있었다.